# Candaulismus

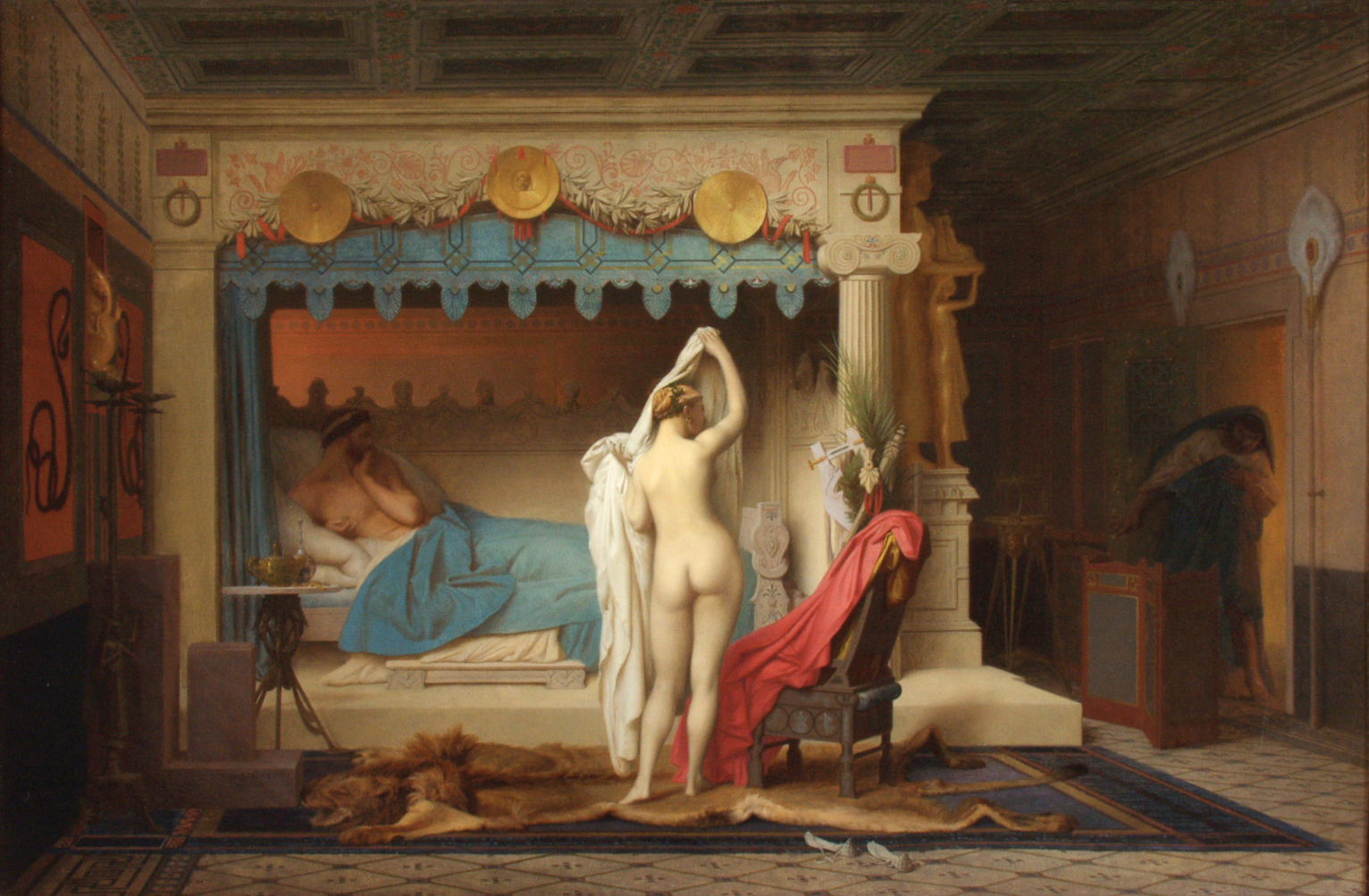
Jean-Léon Gérôme: König Kandaules, seine Frau und ihr Liebhaber, 1859

Candaulismus ist eine Sexualpräferenz, bei der eine Person sexuelle Erregung durch die Vorstellung oder beim Zuschauen empfindet, wie ihr Partner sich vor einer anderen Person entblößt oder mit einer anderen Person Geschlechtsverkehr hat.
Der Begriff geht auf den lydischen König Kandaules zurück, der seinem Freund Gyges seine unbekleidete Frau Nyssia zeigte, ohne dass diese davon wusste.
Der Begriff wird häufig Richard von Krafft-Ebing (Psychopathia sexualis) zugeschrieben. In diesem Werk ist der Candaulismus allerdings weder als Begriff noch als Verhaltensweise auffindbar. Ernest Bornemans Lexikon der Liebe (Wien, 1984) verweist auf den Wiener Heimatkundeforscher Gustav Gugitz, der am Bilder-Lexikon der Sexualwissenschaft, Bd. VI, I bis Z, hg. vom Institut für Sexualforschung in Wien (Wien, 1930) mitgearbeitet hat. 
Dort findet sich auf den Seiten 444 bis 448 unter Gugitz’ Kürzel das Kapitel Kandaulesismus mit der Bemerkung, es handle sich um eine „von Gugitz erstmalig so benannte sexualpathologische Erscheinung“. Unter Berufung auf Isidor Sadger wird der Kandaulesismus als Form des Exhibitionismus und des Fetischismus beschrieben – an Stelle des Phallus werde der kostbarste Besitz, die eigene Frau, präsentiert. Die Qual des Gehörnten weise überdies masochistische, die der Frau zugefügte Bloßstellung sadistische Züge auf.
Fritz Wittels (Die Technik der Psychoanalyse, München, 1926, S. 108-113) beschreibt ausführlich das „Kandaulesmotiv“ als Resultat versteckter Homosexualität des männlichen Partners, der sich vollkommen mit seiner Partnerin identifiziere. Verwandt, jedoch nicht deckungsgleich, sind die Begriffe Wifesharing und Cuckold.